# えすえぬ家の人々
『えすえぬ家の人々』（えすえぬけのひとびと）は、IKaによるパロディギャグ4コマ漫画作品。日本の株式会社エンターブレイン発行のゲーム雑誌『月刊アルカディア』2010年6月号より2012年4月号まで連載された。

## 概要
『P.S.すりーさん』に続き発表された、「某業界擬人化コミック」。こちらは業務用アーケードゲーム機（システム基板）近辺を元ネタに、それらを舞台俳優とその関係者に置き換えた4コマ漫画を構成している。

## あらすじ
かつて格闘系の舞台で大活躍した「小さな大女優」ねおぢおさん。今もマイペースに小さな小屋を回っては営業中。彼女の無軌道な言動に、他の俳優仲間やマネージャーのあて奈も振り回される（振り回す?）毎日であった。

## 主な登場人物
- 本節は閲覧者への理解を助ける目的で、登場人物の元ネタ・モデルを明らかにしているが、登場人物の容姿・性格・言動などは本作の創作上のものであり、実在の存在とは一切関係はない。

### えすえぬ家の人々（SNKが元ネタ）
ねおぢおさん
モデルはSNK（現・SNKプレイモア）のMVSおよびネオジオ。
主人公。本名は「えむぶいえすこ」。
見た目は女児。兎の様なピンクのリボン、ピンクのジャンスカが特徴。舞台系の小さな大女優として一部ファンに有名であるが、現在もマイペースに芸能活動継続中。
実は4重人格者で、思考がほぼ女児の「普通の ねおぢお」の他、「ツンデレな ねおぢお」（略称：ツンぢおさん）、「クールな ねおぢお」、そしてなぜか背まで伸びる「軍人っぽい ねおぢお」を持っている。得意技は「はおうしょうこうけん」、「ねおぢお縮小（縦横可）」など。
あて菜
モデルは『アテナ』および『サイコソルジャー』の麻宮アテナ。
ねおぢおさんのマネージャー。かつては同じ格闘系の俳優であり、ねおぢおさんの先輩でもある。常にセーラー服を着用しているが、この格好でないとねおぢおさんに認識してもらえないからである。性格は姉御肌。
けんすーさん
モデルは『サイコソルジャー』の椎拳崇（しい けんすう）。男。
あて菜さんの追っかけ。あて菜さん関連グッズの製作に余念がない。関西弁。読者考案キャラクターの一人。

### 他の俳優たち
でこさん
モデルはデータイーストのデコカセットシステム。モチーフは同社の『マジカルドロップ』のスターなど。
「いきなりクライマックス」の掛け声のもと、不可解な動きで人々を魅了する不思議系お姉さん。作中では珍しい、良いスタイルの持ち主でもある。
あるふぁさん
モデルはアルファ電子（現・エーディーケイ）の『ワールドヒーローズ』に登場するフウマ。
ねおぢおさんの妹分。気が付くと部屋の中にいる忍びの者。だが忍ばない。読者考案キャラクターの一人だが作品中盤以降出番が非常に増える。作者曰く、作中で欠かせないポジションに収まった、とのこと（単行本2巻のコラムより）。
しーぴーつーさん
モデルはカプコンのCPシステムII。
格闘系舞台の一大ブームを巻き起こした立役者。モチーフは『ストリートファイター』など。持っていた武器は『ダンジョンズ&ドラゴンズ タワーオブドゥーム』のクレリックのもの。
えふつーさん
モデルはタイトーのF2システム。
存在をねおぢおさんに思い出してもらえない不遇の俳優で、あの手この手で思い出してもらおうとする。妹のえふすりーさん（モデルはF3システム）は思い出してもらえる。
もでるつーさん（初出はもでる2さん）
モデルはセガのMODEL2、および『バーチャファイター2』のパイ・チェン。
格闘系舞台のブームを確たるものにした第一人者。作中で花見に行った際はなぜかでこさんの通訳を担っていた。　　顔立ちは（同じセガ関連がモデルだからか）「P.S.すりーさん」のせがさんに似ている。姉に「もでる1」さんがいる。姉妹とも段差が苦手。
テーブルきょうたいさん
モデルはテーブル筐体。
業界を古くから見守ってきた重鎮。よくファミレスに来ているが、注文したものは全て頭の上に置かれてしまう。さらに店員が頭を拭きにくるなど、もはや完全にテーブル扱いされている。
ぶいさんじゅうさん
モデルはNECのV30。
読者投稿キャラクターの一人。あて菜さん曰く彼女がいる4コマは「イメージなファイト」になり、4コマでオチをつけなければいけなくなり、これで焦ったあて菜さんがねおぢおさんにボケるのを急かしたが動揺してボケず、この二人に彼女は「補習」を受けさせようとする。
しすてむ16さん
モデルはセガのセガ・システム16。
ドーナツ屋やかき氷屋として登場するが、ドーナツ屋の場合では1個ずつ買わせ、しかも1個買うごとに100円、300円、800円と跳ね上がるなど、まともな商売をしない。

### 迷探偵ねお子&ぢお子
アーケードニュースアナライズのパーソナリティを務める。休みがちだが、お題大喜利を披露している。
ねお子はショートヘアのくりくり目、ぢお子はセミロングヘアの黒目。ジャンスカ。
本作の単行本の後半に併録。本作終了後も連載が続いている。

## 単行本
- IKa『えすえぬ家の人々』 エンターブレイン〈ファミ通クリアコミックス〉、既刊2巻
  1. 2011年8月23日発行 ISBN 978-4-04-727433-4
    - 「からーなねおぢおさん」、雑誌掲載の「ものくろなねおぢおさん」、「ねお子&ぢお子」、「ねおぢおさんおりじなる」のほか、読み物として「帰って来たまじかる猛者通信」、「IKaインタビュー」などが収録された。ゲスト参加としてA-10、幸宮チノ、雑君保プらが漫画を寄稿している。

  2. 2012年3月12日発売 ISBN 978-4-04-727933-9